# Оливейра-дус-Брежиньюс
Оливейра-дус-Брежиньюс (порт. Oliveira dos Brejinhos)  —  муниципалитет в Бразилии, входит в штат Баия. Составная часть мезорегиона Юго-центральная часть штата Баия. Входит в экономико-статистический микрорегион Бокира. Население составляет 22 082 человека на 2006 год. Занимает площадь 3563,908 км². Плотность населения — 6,2 чел./км².

## Статистика
- Валовой внутренний продукт на 2003 год составляет 45 201 582,00 реалов (данные: Бразильский институт географии и статистики).
- Валовой внутренний продукт на душу населения на 2003 год составляет 2064,66 реала (данные: Бразильский институт географии и статистики).
- Индекс развития человеческого потенциала на 2000 год составляет 0,647 (данные: Программа развития ООН).